# Нигер (щат)
Вижте пояснителната страница за други значения на Нигер.
Нигер е щат в Нигерия. Площта му е 70 955 квадратни километра, а населението – 5 556 200 души (по проекция за март 2016 г.). Създаден е на 3 февруари 1976 г. Щатът е кръстен на река Нигер и два от основните язовира на Нигерия се намират в рамките на щата. Щатът е разделен допълнително на 25 местни правителствени зони.